# Röhriger Affodill
Der Röhrige Affodill (Asphodelus fistulosus) ist eine Pflanzenart aus der Gattung Affodill (Asphodelus) in der Unterfamilie der Affodillgewächse (Asphodeloideae).

## Merkmale
Der Röhrige Affodill ist eine einjährige oder kurzlebig mehrjährige krautige Pflanze, die Wuchshöhen von 15 bis 90 (150) Zentimeter erreicht. Ihre zahlreichen Wurzeln sind schlank und nicht verdickt. Die Laubblätter sind in einer grundständigen Rosette vereint, halbstielrund, hohl, blaugrün, kahl und haben am Grund einen häutigen Rand. Sie messen 5 bis 35 × 0,1 bis 0,5 Zentimeter.
Der Stängel ist blattlos, hohl und trägt einen verzweigten oder unverzweigten, selten auch einfachen, traubigen Blütenstand. Die Tragblätter der Blüten sind trockenhäutig. Die Blütenstiele sind in der Mitte gegliedert und stehen während der Fruchtzeit steil aufrecht. Die sechs eiförmig-elliptischen und flach ausgebreiteten Perigonblätter messen 7,5 bis 13,5 × 3 bis 6 Millimeter und sind weiß oder blass rosa mit einem rosa, grünen oder braunen Mittelnerv.
Die Blütezeit reicht von März bis Mai.
Die verkehrt-eiförmigen bis fast kugelförmigen Kapselfrüchte messen 4 bis 6 × 3,5 bis 6 Millimeter.

## Vorkommen
Der Röhrige Affodill kommt im Mittelmeergebiet, in Sinai, auf den Kanaren und in West-Arabien auf Felsfluren, Brachäckern und Ruderalstellen in Höhenlagen bis 800 Meter vor. Er wurde in allen Gebieten mit mediterranem Klima eingebürgert.

## Systematik
Man kann zwei Unterarten unterscheiden:
- Asphodelus fistulosus subsp. fistulosus: Sie kommt in Makaronesien, vom Mittelmeergebiet bis zur Arabischen Halbinsel und auf Mauritius vor.[1]
- Asphodelus fistulosus subsp. madeirensis Simon: Sie kommt auf Madeira vor.[1]

## Nutzung
Der Röhrige Affodill wird selten als Zierpflanze in Rabatten und Steingärten genutzt.